# Pelastoneurus nigripalpis
Pelastoneurus nigripalpis är en tvåvingeart som beskrevs av Grichanov 2004. Pelastoneurus nigripalpis ingår i släktet Pelastoneurus och familjen styltflugor.
Artens utbredningsområde är Kongo. Inga underarter finns listade i Catalogue of Life.